# Gonçalves Júnior
Gonçalves Júnior é um distrito do município brasileiro de Irati, no estado do Paraná.

## História
A região atual de Gonçalves Júnior se constituiu como uma colônia após a chegada de diversos grupos étnicos. Os primeiros grupos de imigrantes que chegaram eram vindos da Holanda no ano de 1908. Em 1909 chegaram os alemães e em 1910, os ucranianos, poloneses e austríacos.
Cada família neerlandesa (holandesa) recebeu do Governo Brasileiro 25 hectares de terra, uma casa de madeira, sementes e algumas ferramentas. O combinado era pagar o governo em 10 anos. No início as famílias até receberam alimentos, mas depois precisaram viver da subsistência. Os colonos vieram pobres e não tinham condições em realizar investimentos. Encontraram diversas dificuldades, onde tiveram que derrubar a mata para poder plantar. Após a limpeza da terra, queimavam, e após a queimada plantaram milho, feijão e batata. A comunidade neerlandesa era constituída, entre outras, pelas famílias Bankersen, Barendrecht, Haagsma, Hennipman, Intema, Van Kranenburg, De Laat, Van der Laars, Van de Neut, Rietkerk, Van Rijn, Smouter, Verhagen, Vink, Van Tienen, Vierschoor, Vriesman, Van de Waal. Os imigrantes encontraram diversas dificuldades como falta de infraestrutura, matas densas, endemias, pragas, porcos-do-mato e ratos, que resultaram na dispersão da colônia. Muitas mulheres e crianças morreram na localidade o que desmotivou as famílias a continuarem na colônia. Algumas famílias migraram para outras localidades, como Carambeí, entretanto algumas resolveram persistir naquela região, que acabou recebendo imigrantes de outras etnias, o que contribuiu para que pudessem prosperar.
A localidade de Gonçalves Júnior antes era conhecida apenas como Barra Mansa e teve seu nome alterado em homenagem a Joaquim F. Gonçalves Júnior, engenheiro contratado pelo governo em demarcar as terras a serem ocupadas pelos colonos. Em 1909 a localidade foi visitada pelo presidente Afonso Pena.
Atualmente o distrito de Gonçalves Júnior é composto pelas localidades de Barra Mansa, Linha Velha, Colônia Gonçalves Júnior, Campina de Gonçalves Júnior, Linha C, Linha 5, Linha 13, Linha Ordenança, Alvorada, Linha B de Gonçalves Júnior, Invernadinha, Faxinal do Rio do Couro, Rio do Couro, Faxinal dos Mellos, Cerro da Ponte Alta, Cerro do Canhadão, Volta Grande, Mato Queimado, Coloninha e Faxinal dos da Luz.

## Demografia
Em 1910 a colônia de Gonçalves Júnior tinha 242 famílias, sendo 132 da etnia alemã, 104 da holandesa, quatro austríacas, uma belga e uma suíça. De acordo com o Instituto Brasileiro de Geografia e Estatística (IBGE), sua população no ano de 2010 era de 3 259 habitantes.

## Religião
A religião na antiga colônia tinha um papel fundamental. Embora todos fossem cristãos, eram divididos em grupos de católicos (greco-católicos ucranianos e romanos), ortodoxos ucranianos e luteranos. Cada grupo construiu sua própria igreja - havendo quatro templos - sendo a Igreja Ucraniana São Pedro e São Paulo (greco-católica), Igreja Santo Estanislau (igreja latina), Paróquia Santos Apóstolos Pedro e Paulo (ortodoxa ucraniana) e Igreja Bom Pastor (luterana).